# 유홍준
유홍준(兪弘濬, 1949년 1월 18일~)은 대한민국의 미술사학자, 교수이다. 2004년부터 2008년까지 제3대 문화재청 청장을 역임하였다. 《나의 문화유산답사기》(현재 20권)의 저자로 잘 알려져 있다. 본관은 기계(杞溪), 호는 외산(外山)이다.

## 생애
서울특별시에서 태어나 중동고등학교를 졸업하고, 1967년 서울대학교 미학과에 입학하였다. 그러나 학부시절 학생운동에 참여하여 무기정학을 당하고, 군대에 다녀온 후에는 교도소에 수감되기도 하였다. 1980년이 되어서야 서울대를 나온 그는, 1981년 동아일보 신춘문예에서 미술평론으로 등단한다.
1985년 민족미술협의회를 결성하고, 제1회 광주 비엔날레 커미셔너를 지냈다. 1985년부터 2000년까지 서울과 대구에서 '젊은이를 위한 한국미술사' 공개강좌를 개설하였으며 '한국문화유산답사회' 대표를 맡았다. 1988년에는 늦은 나이에 성균관대학교 대학원에 입학해, 1998년 예술철학 박사학위를 받았다. 90년대 초반부터 영남대학교와 명지대학교에서 교직 생활을 하였으며, 명지대학교 문화예술대학원장과 2004년 제3대 문화재청장으로 임명되었으며, 2008년 숭례문 방화 사건으로 인해 청장직을 사퇴하였다. 2008년 제주도에 위치한 추사기념관 명예관장으로 근무하였다.
1993년 나의 문화유산 답사기를 출간 300만부가 넘게 팔리는 스테디 셀러가 되어 대중에게 전통문화유산의 가치를 재인식시키는 계기를 마련하여 유적답사의 대중화에 크게 기여하였다. 문화재청장을 퇴임하고 무량사 성주사터 근처인 부여군 외산면 반교리로 이사하여 부여근교의 유적지 답사를 안내하는 활동을 하고 있다.
2002년 명지대학교에 대한민국 최초로 미술사학과가 개설되었는데, 명지대학교 미술사학과 교수를 맡으며 관련 학문 발전에 큰 기여를 하기도 했다.
현재 명지대학교 미술사학과 석좌교수로 재직 중이다.
문재인 정부에서 광화문대통령시대 자문위원으로 재직 중이며, 2019년 1월 대통령 집무실의 광화문 이전 공약이 실현 불가능하다고 발표하였다.

## 학력
- ~ 1967년 중동고등학교
- 1967년 ~ 1980년 서울대학교 미학과 학사
- ~ 1982년 홍익대학교 대학원 미술사학 석사
- ~ 1998년 성균관대학교 대학원 예술철학 박사

## 경력
- 1979년 ~ 1983년 중앙일보 계간미술 기자
- 1984년 한국민족미술협의회 공동대표
- 1985년 한국문화유산답사회 대표
- 1991년 영남대학교 조형대학 교수
- 1997년 3월 영남대학교 박물관 관장
- 2000년 11월 문화관광부 2001 지역문화의 해 추진위원회 문화예술기획 추진위원
- 2002년 ~ 2014년 명지대학교 미술사학과 교수
- 2002년 9월 ~ 2004년 8월 명지대학교 문화예술대학원 원장
- 2004년 9월 ~ 2008년 2월 제3대 문화재청장
- 2008년 11월 ~ 2009년 3월 제3회 제주세계델픽대회 조직위원회 위원장
- 2010년 12월 이응노 생가기념관 운영위원장
- 2014년 한국기원 이사
- 2014년 ~ 명지대학교 미술사학과 석좌교수
- 2025년 7월 ~ 제17대 국립중앙박물관 관장

## 논란

### 숭례문 방화 사건
2008년 2월 11일 숭례문 방화 사건 발생 당시 유홍준은 프랑스와 네덜란드로 출장 중이었으며 숭례문 소실을 보고 받고 귀국하였다. 9일간의 출장 일정은 프랑스 파리 루브르 박물관 한국어 안내서비스시스템 개통식과 세계유산 등재를 협의하기 위한 유네스코 본부 방문, 네덜란드 호린험 방문이었다. 숭례문 소실에 대한 문화재청의 책임 논란과 함께 문화재청장의 출장이 대한항공의 일부 경비 지원을 받은 부부 동반의 외유성 출장이었다는 비판이 일었다. 유홍준은 숭례문 소실의 책임을 지고 사표를 제출하였지만 대통령 노무현은 사후 수습을 이유로 보류하였다가 수리하였다.

## 저서
- 화인열전 1,2, 역사비평사, 2001년, ISBN 978-89-7696-016-0
- 완당평전 1~3
- 한국 미술사 강의 1 선사와 고대, 눌와
- 한국 미술사 강의 2 통일신라와 고려, 눌와
- 한국 미술사 강의 3 눌와
- 유홍준의 국보순례, 눌와

### 답사기
- 나의 문화유산답사기 1, 창비, 1993년, ISBN 978-89-364-7201-6
- 나의 문화유산답사기 2, 창비, 1994년, ISBN 978-89-364-7202-3
- 나의 문화유산답사기 3, 창비, 1997년, ISBN 978-89-364-7203-0
- 나의 문화유산답사기 4, 창비, 1998년, ISBN 978-89-364-7204-7
- 나의 문화유산답사기 5, 창비, 2001년, ISBN 978-89-364-7205-4
- 나의 문화유산답사기 6, 창비, 2011년, ISBN 978-89-364-7206-1
- 나의 문화유산답사기 7, 창비, 2012년, ISBN 978-89-364-7218-4
- 나의 문화유산답사기 8, 창비, 2015년, ISBN 978-89-364-7269-6
- 나의 문화유산답사기 9, 창비, 2016년, ISBN 978-89-364-7439-3
- 나의 문화유산답사기 10, 창비, 2017년, ISBN 978-89-364-7440-9
- 나의 문화유산답사기 11, 창비, 2022년, ISBN 978-89-364-7919-0
- 나의 문화유산답사기 12, 창비, 2022년, ISBN 978-89-364-7920-6
- 나의 문화유산답사기 일본편 1 창비, 2013년, ISBN 978-89-364-7230-6
- 나의 문화유산답사기 일본편 2, 창비, 2013년, ISBN 978-89-364-7231-3
- 나의 문화유산답사기 일본편 3, 창비, 2014년, ISBN 978-89-364-7243-6
- 나의 문화유산답사기 일본편 4, 창비, 2014년, ISBN 978-89-364-7250-4
- 나의 문화유산답사기 일본편 5, 창비, 2020년, ISBN 978-89-364-7802-5
- 나의 문화유산답사기 중국편 1, 창비, 2019년, ISBN 978-89-364-7712-7
- 나의 문화유산답사기 중국편 2, 창비, 2019년, ISBN 978-89-364-7713-4
- 나의 문화유산답사기 중국편 3, 창비, 2020년, ISBN 978-89-364-7803-2

### 평론집
- 80년대 미술의 현장과 작가들
- 다시 현실과 전통의 지평에서
- 정직한 관객

## 수상
- 1993년 금마문화예술상
- 1998년 제9회 간행물윤리위원회 저작부문 간행물윤리상
- 2003년 제18회 만해문학상